# Philipotabanus keenani
Philipotabanus keenani är en tvåvingeart som först beskrevs av David Fairchild 1947.  Philipotabanus keenani ingår i släktet Philipotabanus och familjen bromsar. Inga underarter finns listade i Catalogue of Life.